# تراث شعبي كوري
التراث الشعبي الكوري  يشمل الأساطير الوطنية والشعبية التي أتت من شبه الجزيرة الكورية
دين كوريا الأساسي كان أحد أشكال الشامانية الأوراسية.
وبالتحديد من بدو منشوريا، وهؤلاء بدورهم تأثروا بقوة في الوقت اللاحق بالبوذية والكونفشيوسية والطاوية في الصين.